# Saint-Laurent-Bretagne
Saint-Laurent-Bretagne település Franciaországban, Pyrénées-Atlantiques megyében. Lakosainak száma 444 fő (2022. január 1.). Saint-Laurent-Bretagne Abère, Gabaston, Higuères-Souye, Lespourcy, Monassut-Audiracq, Riupeyrous és Sedzère községekkel határos.

## Népesség
A település népessége az elmúlt években az alábbi módon változott:
| Lakosok száma | 439  | 436  | 447  | 434  | 444  | 447  | 446  | 445  | 444  |
|               | 2013 | 2015 | 2016 | 2017 | 2018 | 2019 | 2020 | 2021 | 2022 |